# Dubravka Stojanović
Dubravka Stojanović (serb. Дубравка Стојановић; ur. 15 lutego 1963 w Belgradzie) – serbska historyczka i działaczka społeczna.

## Życiorys
W 1987 ukończyła studia historyczne na Uniwersytecie w Belgradzie (dyplom magisterski w 1992), a w roku 2002 obroniła pracę doktorską (Evropski demokratski uzori kod srpske političke i intelektualne elite 1903-1914). W latach 1988–1996 była pracownikiem naukowym Instytutu Historii Najnowszej w Belgradzie, a następnie Wydziału Filozoficznego Uniwersytetu w Belgradzie, gdzie w 2001 uzyskała stopień docenta, a w roku 2016 tytuł profesorski.
Zainteresowania badawcze Dubravki Stojanović koncentrują się wokół rozwoju systemu demokratycznego w Serbii na przełomie XIX/XX wieku, historii społecznej, procesów modernizacyjnych, a także historii kobiet. W 2017 należała do grona sygnatariuszy Deklaracji o Wspólnym Języku (Deklaracija o zajedničkom jeziku). W 2018 wzięła udział w debacie zainicjowanej przez środowiska nacjonalistyczne w sprawie zmiany nazwy miasta Zrenjanin na Petrovgrad, uznając tę zmianę za bezsensowną z historycznego punktu widzenia.
Pełni funkcję wiceprzewodniczącej Komitetu Edukacji Historycznej, z siedzibą w Salonikach, a także konsultanta ONZ w kwestiach nadużywania historii w działaniach edukacyjnych. 
Jest mężatką (mąż Ivan Čolović), ma córkę Anę.

## Nagrody i wyróżnienia
W 2015 została uhonorowana francuskim Orderem Narodowym Zasługi. W 2012 otrzymała nagrodę Conquering Freedom przyznawaną kobietom, które walczą o demokrację i prawa człowieka. W 2014 otrzymała Nagrodę Miasta Belgradu w dziedzinie nauk społecznych i humanistycznych za książkę Србија и демократија: 1903–1914 (Serbia i demokracja 1903-1914).

## Publikacje
- 1994: Искушавање начела. Српска социјалдемократска партија и ратни програм Србије 1912–1918
- 2003: Србија и демократија: 1903–1914
- 2008: Калдрма и асфалт: Урбанизација и европеизација Београда 1890–1914
- 2010: Уље на води: Огледи из историје садашњости Србије
- 2011: Нога у вратима: Прилози за политичку биографију Библиотеке XX век
- 2013: Иза завесе: Огледи из друштвене историје Србије 1890–1914
- 2015: Рађање глобалног света 1880–2015